# 瀬山楓
瀬山 楓（せやま かえで、1996年2月2日 - ）は、日本の女子バスケットボール選手である。ポジションはスモールフォワード。

## 来歴
大分県出身。
南大分中学校で全中3位。精華女子高校、名古屋学院大で全国大会出場。
卒業後、山梨クィーンビーズ加入。
2023年、山梨クィーンビーズ退団。